# 1845 Helewalda
Helewalda (asteróide 1845) é um asteróide da cintura principal, a 2,8112319 UA. Possui uma excentricidade de 0,0535223 e um período orbital de 1 869,71 dias (5,12 anos).
Helewalda tem uma velocidade orbital média de 17,28222225 km/s e uma inclinação de 10,71036º.
Esse asteróide foi descoberto em 30 de Outubro de 1972 por Paul Wild.